# 藤田恭一
藤田 恭一（ふじた きょういち、1960年7月1日 - ）は、日本のファッションデザイナーである。東京都生まれ。
1981年、桑沢デザイン研究所ドレス研究科を卒業後、イッセイ・ミヤケに入社。1993年、独立。Kyoichi FUJITAは自らの名を掲げたブランド。素材技術が優れており手作業中心の癒しスタイルを持ち味とする。